# Ivan Piršč
Ivan Piršč (* 16. července 1940) je bývalý slovenský fotbalový obránce a středopolař.

## Hráčská kariéra
V československé lize hrál za VSS Košice, aniž by skóroval.

### Prvoligová bilance
| Ročník          | Zápasy | Góly | Minuty | Klub       |
| --------------- | ------ | ---- | ------ | ---------- |
| I. liga 1963/64 | –      | 0    | –      | VSS Košice |
| I. liga 1964/65 | –      | 0    | –      | VSS Košice |
| I. liga 1965/66 | –      | 0    | –      | VSS Košice |
| CELKEM I. LIGA  | –      | 0    | –      |            |